# FK Teteks Tetovo

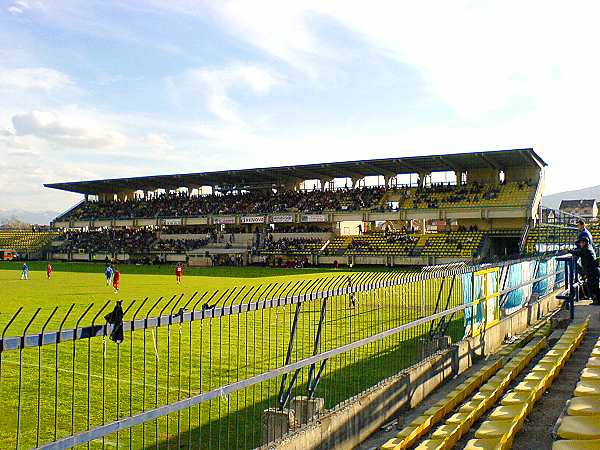
Ecolog Arena (2008)

Der FK Teteks Tetovo (mazedonisch ФК Тетекс Тетово) ist ein nordmazedonischer Fußballverein aus der Stadt Tetovo, der in der Vtora Makedonska Liga spielt.

## Geschichte
Der Verein wurde 1953 gegründet. Nach dem Gewinn des mazedonischen Pokals nahm Teteks in der Saison 2010/11 erstmals an der Qualifikation zur UEFA Europa League teil. Eine große Rivalität existiert zwischen Teteks und dem KF Shkëndija, der ebenfalls seinen Sitz in Tetovo hat, und daher wird das Spiel zwischen diesen beiden Mannschaften auch als Tetovo Derby bezeichnet.

## Erfolge
- Mazedonischer Fußballpokal: 2010, 2013

## Europapokalbilanz
| Saison  | Wettbewerb         | Runde                  | Gegner            | Gesamt | Hin     | Rück    |
| ------- | ------------------ | ---------------------- | ----------------- | ------ | ------- | ------- |
| 2010/11 | UEFA Europa League | 2. Qualifikationsrunde | FK Ventspils      | 3:1    | 0:0 (A) | 3:1 (H) |
| 2010/11 | UEFA Europa League | 3. Qualifikationsrunde | IF Elfsborg       | 1:7    | 0:5 (A) | 1:2 (H) |
| 2013/14 | UEFA Europa League | 1. Qualifikationsrunde | FC Pjunik Jerewan | 1:2    | 1:1 (H) | 0:1 (A) |

Gesamtbilanz: 6 Spiele, 1 Sieg, 2 Unentschieden, 3 Niederlagen, 5:10 Tore (Tordifferenz −5)